# 勒卡尔捷
勒卡尔捷（法語：Le Quartier，法語發音：[lə kaʁtje]）是法国多姆山省的一个市镇，属于里永区。

## 地理
勒卡尔捷（46°7'22"N, 2°45'49"E）面积23.37 平方千米，位于法国奥弗涅-罗讷-阿尔卑斯大区多姆山省，该省份为法国中南部省份，北起阿列省接壤，东临卢瓦尔省，南至上盧瓦爾省和康塔爾省，西接科雷兹省和克勒兹省。
与勒卡尔捷接壤的市镇（或旧市镇、城区）包括：拉塞莱特、拉克鲁济耶、古蒂耶尔、皮永萨、泰耶、维尔莱、伊乌。

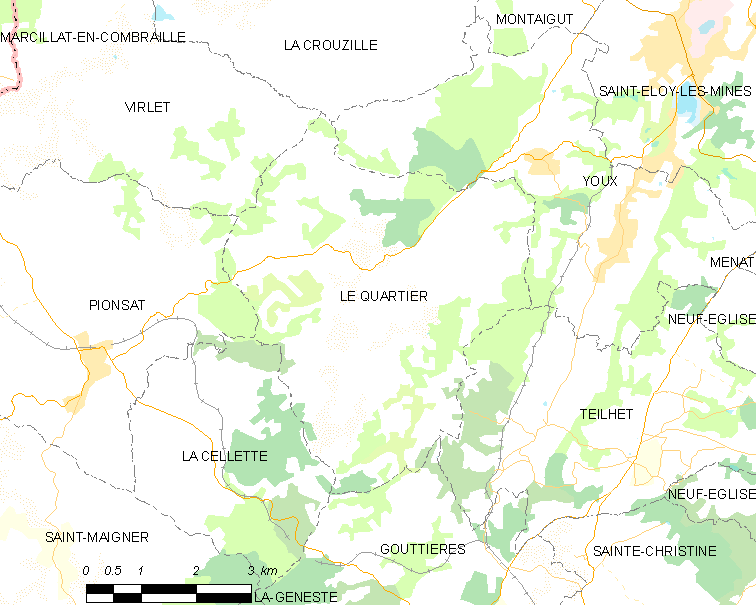
勒卡尔捷的OSM定位图

勒卡尔捷的时区为UTC+01:00、UTC+02:00（夏令时）。

## 行政
勒卡尔捷的邮政编码为63330，INSEE市镇编码为63293。

## 政治
勒卡尔捷所属的省级选区为圣埃卢瓦莱米讷县。

## 人口

1962-2008年间勒卡尔捷人口变化图示

勒卡尔捷于2022年1月1日时的人口数量为216人。